# Ночная стража (книга)
«Ночная стража» (англ. Night Watch) — юмористическое фэнтези известного английского писателя Терри Пратчетта, написано в 2002 году.
Обложка британского издания книги, нарисованная Полом Кидби, является аллюзией на картину Рембрандта «Ночной дозор».
Двадцать девятая книга цикла «Плоский мир», шестая из цикла о Страже.

## Аннотация
По старой традиции, ежегодно 25 мая, когда в городе цветёт сирень, некоторые жители города прикалывают к своим костюмам цветущие лиловые веточки. Всего на один день. Среди них Сэмюэль Ваймс и Шнобби Шноббс, Себя-Режу-Без-Ножа Достабль и Редж Башмак, леди из Гильдии Белошвеек и даже сам лорд Витинари… И каждый год в этот день, они приходят к нескольким могилам на городском кладбище, чтобы почтить память о погибших в дни Славной Революции.

## Сюжет
25 мая Ваймс прикрепил к парадным доспехам цветок сирени и направился на деловую встречу с патрицием, но ему срочно пришлось покинуть дворец, потому что маньяка-убийцу Карцера, за которым уже давно безуспешно гоняется стража, наконец-то загнали в угол. Карцер убивает не из страсти к наживе, а из любви к убийству, и его излюбленная цель — стражники. Полицейские преследовали его до самого Незримого Университета и загнали на крышу библиотеки. Командор городской стражи Сэмюэль Ваймс лично собрался задержать преступника, но по роковому стечению обстоятельств именно в это время над Анк-Морпорком разразилась магическая буря невиданной силы. Библиотека Незримого Университета — само по себе место, пересыщенное магией, поэтому неудивительно, что когда ударил магический разряд, Ваймс и Карцер перенеслись в пространстве и времени, попав в Анк-Морпоркские Тени на тридцать лет назад.
В тексте содержится явная отсылка к книге Вор времени:
«...Позднее говорили, что молния ударила в магазин часовщика на улице Искусных Умельцев, и в эту же секунду остановились все часы...»
Пришельцы из будущего вызвали в прошлом ряд событий, которые могут нарушить ход истории. Так, Карцер убил и ограбил сержанта Джона Киля, который должен был стать начальником и наставником юного Сэма Ваймса. Если только начинающий службу в страже Сэм попадёт в плохие руки, то Анк-Морпорк никогда не получит своего Командора Городской Стражи, Его Светлости герцога Анкского Сэмюэля Ваймса. Последствия могут оказаться катастрофическими и Монахи Истории, следящие за тем, чтобы определенные события обязательно происходили, просят Ваймса занять место сержанта Киля, чтобы объяснить самому себе, что значит быть хорошим стражником.
Ваймс-Киль становится сержантом при оружии (приставом) (англ. Sergeant-at-Arms) в полицейском участке на улице Паточной Шахты, там же, где служит молодой Ваймс. Но и Карцер не остался без работы. Он тоже стал сержантом в особом подразделении Дневной Стражи — отряде Непоминаемых, своего рода тайной карательной полиции, учрежденной обезумевшим правителем города, лордом Ветруном, повсюду подозревающим заговоры (англ. Lord Winder). Многие горожане попадали в пыточные застенки всего лишь за неосторожно сказанное слово или за появление на улицах в неурочный час. Маньяк Карцер, с его страстью к убийствам, стал настоящей находкой для командира Непоминаемых, капитана Загорло.
Однако, правление лорда Ветруна надоело всем — аристократам, не знающим, что ещё можно ожидать от безумного патриция, и простым людям, уставшим от постоянного роста налогов, роста цен и комендантского часа. Против лорда Ветруна был составлен заговор, которым активно руководила леди Роберта Мизероль, тетушка Хэвлока Витинари (бывшим в то время студентом в Гильдии убийц).
Пока во дворце готовился переворот, народ вышел на улицы. Сначала люди собирались и протестовали, затем толпа начала громить полицейские участки и, наконец, на улицах появились баррикады. Несколько полицейских участков было разгромлено, в помощь Дневной Страже в город ввели кавалерию и началось то, что историки впоследствии назовут Славной Майской Революцией. И посреди этого хаоса единственным местом, где стражники и горожане не оказались по разные стороны баррикад, был полицейский участок на улице Паточной Шахты, которым командовал «сержант Киль», то есть Ваймс. Он не только не стал разбирать баррикады в соответствии с приказом из дворца, наоборот, он помог горожанам соорудить более эффективные препятствия, чтобы противостоять кавалерии. Благодаря его действиям кровопролитие было предотвращено.
«...Именно так и рушатся миры, подумал Ваймс. Я был просто юным болваном, я не так смотрел на все это. Я думал, Киль возглавляет революцию. Интересно, думал ли и он так же?

Но я просто хотел сохранить мир на нескольких улочках. Я всего лишь хотел удержать горстку порядочных глуповатых людей подальше от тупой толпы, и бездумных повстанцев, и идиотской солдатни. Я, правда, правда надеялся, что мы сможем этого избежать...»
Ваймс-Киль также отправился в штаб-квартиру Непоминаемых, в поединке убил капитана Загорло и открыл пыточные застенки, где ему пришлось добить некоторых несчастных. Тем временем лорд Ветрун был успешно устранён студентом Гильдии Убийц Хэвлоком Витинари, который напугал его в буквальном смысле слова до смерти. Новым патрицием был избран лорд Капканс (англ. Lord Snapcase), оказавшийся немногим лучше своего предшественника. Всем участникам революции была объявлена амнистия, но новый правитель посчитал сержанта Киля слишком опасным для власти человеком и он приказал Карцеру, ставшему к этому времени уже капитаном и главой Дневной Стражи, устранить сержанта Киля. Карцер и отряд Непоминаемых попытались убить Ваймса-Киля, но Монахи Истории вернули Ваймса и убийцу в настоящее время, поскольку задача восстановления прошлого была успешно выполнена. В своем настоящем времени Ваймс схватил наконец Карцера и предал его законному суду.

## Действующие персонажи
- Сэмюэль Ваймс (из-за путешествия во времени в двух лицах)
- Карцер — маньяк-убийца
- Фред Колон — ночной стражник
- Шнобби Шноббс
- Редж Башмак
- Леди Роберта Мизероль — тетушка Хэвлока Витинари
- Хэвлок Витинари — студент Гильдии Убийц, патриций Анк-Морпорка
- Цоп Загорло — капитан Дневной стражи
- Рози Лада — белошвейка
- Лишай Газон — врач
- Себя-Режу-Без-Ножа Достабль — уличный торговец
- Лю-Цзе — монах истории
- Лорд Ржав

## Комментарии
- В феврале 2008 года на радиоканале BBC Radio 4 прошла премьера пятисерийной радиопостановки романа «Ночная Стража». Старого Ваймса озвучивал актёр Филип Джексон.
- В 2003 году роман был удостоен награды Prometheus Award.